# A-461
La A-461 es una carretera autonómica andaluza en la provincia de Huelva, perteneciente a la Red Básica de Articulación del Catálogo de Carreteras de Andalucía. Es uno de los principales accesos a la Sierra de Aracena desde el norte. Une las poblaciones de Santa Olalla del Cala y Zalamea la Real.
Comienza en la A-66, en el mismo enlace en el que se une con la provincial HU-9116 que se dirige a Almadén de la Plata. La A-461 toma dirección suroeste hacia Zufre, pasando próxima al Embalse de Zufre. Después corta a la N-433 (El Garrobo-Rosal de la Frontera) con un enlace hacia Higuera de la Sierra.
Continúa su viaje pasando por La Granada de Río-Tinto antes de enlazar con la A-479 en Campofrío. A partir de aquí toma dirección sur cruzando La Dehesa y girar hacia el oeste en un cruce con la A-476 en Minas de Riotinto. Tras pasar por El Campillo, la A-461 termina en la N-435, en el término municipal de Zalamea la Real.
En la actualidad, la Junta de Andalucía, ha encargado la redacción del proyecto de conversión de parte de esta carretera, en el tramo que discurre entre Zalamea la Real y Minas de Riotinto, en una autovía autonómica, denominada autovía de la Cuenca Minera, que uniría Huelva con la A-66, a través de Zalamea la Real y El Ronquillo.